# Australasian Championships 1906
Gli Australasian Championships 1906 (conosciuto oggi come Australian Open) sono stati la 2ª edizione degli Australasian Championships e terza prova stagionale dello Slam per il 1906. Si è disputato dal 26 al 31 dicembre 1906 sui campi in erba di Christchurch in Nuova Zelanda. 
Il singolare maschile è stato vinto dal neozelandese Anthony Wilding, che si è imposto sul connazionale Harry Parker in tre set. Nel doppio maschile si è imposta la coppia formata da Rodney Heath ed Anthony Wilding. 
Non si sono giocati i tornei femminili e il doppio misto che saranno introdotti nel 1922.

## Risultati

### Singolare maschile
Anthony Wilding hanno battuto in finale  Frank Fisher con il punteggio di 6–0, 6–4, 6–4.

### Doppio maschile
Rodney Heath /  Tony Wilding ha battuto in finale  Cecil Cleve Cox /  Harry Parker con il punteggio di 6–2, 6–4, 6–2.